# Касасімарро
Касасімарро (ісп. Casasimarro) — муніципалітет в Іспанії, у складі автономної спільноти Кастилія-Ла-Манча, у провінції Куенка. Населення — 3361 особа (2010).
Муніципалітет розташований на відстані близько 180 км на південний схід від Мадрида, 75 км на південь від Куенки.

## Демографія
Динаміка населення (INE ):

## Галерея зображень

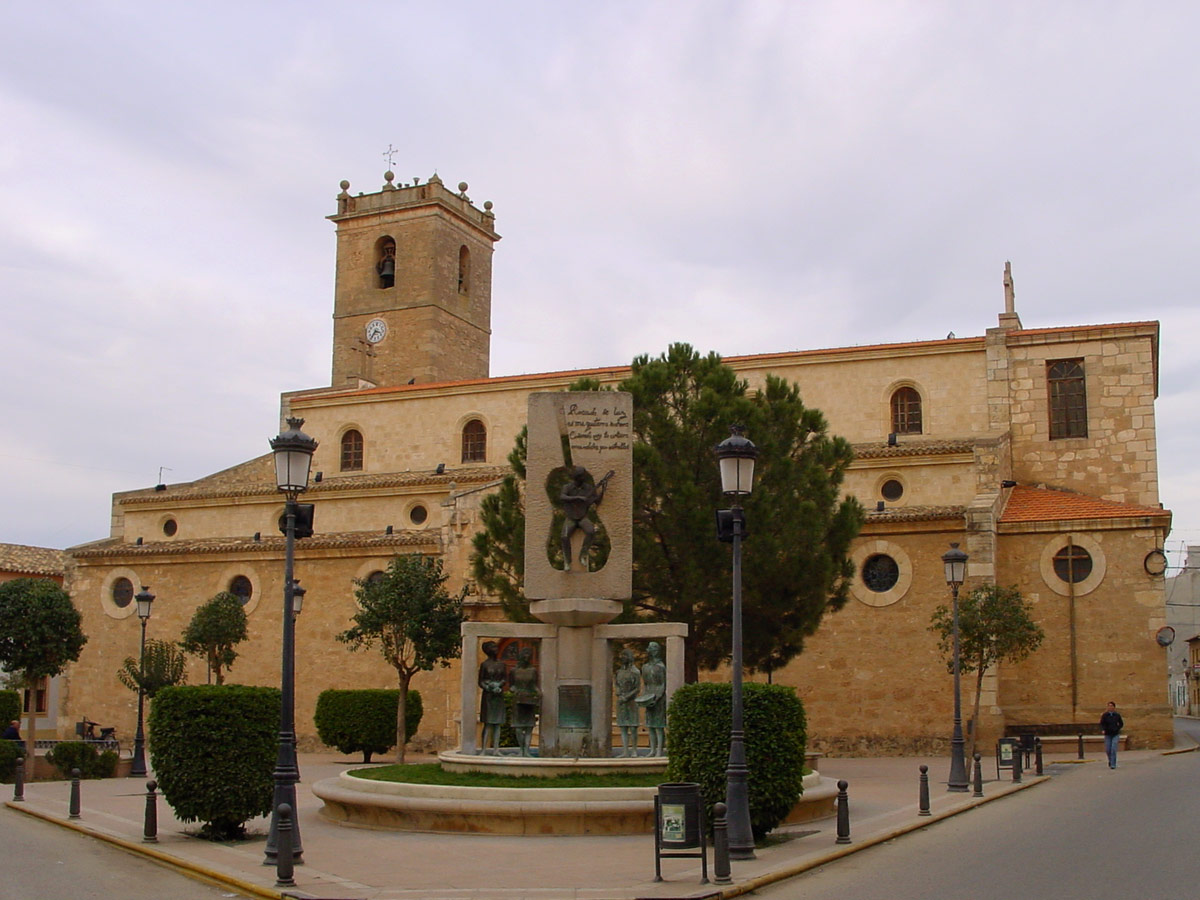
Церква Сан-Хуан-Еванхеліста